# الخلاف التركي القبرصي على المناطق البحرية

تركيا
شمال قبرص
قبرص

دخلت جمهورية قبرص وتركيا في نزاع حول نطاق مناطقهما الاقتصادية الخالصة، والذي بدأ ظاهريًا بعد التنقيب عن النفط والغاز في المنطقة. تعترض تركيا على التنقيب القبرصي في المياه التي أكدت قبرص مطالبتها بها بموجب القانون البحري الدولي. يتطرق النزاع الحالي حول المناطق البحرية إلى نزاعي قبرص وبحر إيجة؛ تركيا هي الدولة الوحيدة العضو في الأمم المتحدة التي لا تعترف بقبرص، وهي واحدة من الدول القليلة التي لم توقع على اتفاقية الأمم المتحدة لقانون البحار، والتي وقعتها وصادقت عليها قبرص.
تطالب تركيا بجزء من المنطقة الاقتصادية الخالصة لقبرص استنادًا إلى تعريف تركيا بأنه لا يمكن لجزر ومنها قبرص أن يكون لها 200 ميل بحري كامل المنطقة الاقتصادية الخالصة المصرح بها للدول الساحلية، لذا يجب أن تكون مؤهلة فقط لبحارها الإقليمية التي يبلغ طولها 12 ميلًا بحريًا. يثير تعريف تركيا خلافًا حول حقوق المياه جنوب قبرص التي تحتوي على حقل غاز بحري. هذا التعريف لا تشاركه معظم الدول الأخرى. علاوة على ذلك فإن جمهورية شمال قبرص التركية غير المعترف بها دوليًا والتي نشأت بعد الغزو التركي لقبرص، تطالب أيضًا بأجزاء من المنطقة الاقتصادية الخالصة القبرصية. تنظر قبرص ودول أخرى بما في ذلك إسرائيل وفرنسا وروسيا واليونان إلى هذه الادعاءات بشأن أراض وبحر قبرص على أنها غير قانونية بموجب القانون الدولي وتحث تركيا على الامتناع عن التنقيب غير القانوني عن الغاز في المنطقة الاقتصادية الخالصة للجزيرة. وهدد الاتحاد الأوروبي تركيا بفرض عقوبات اقتصادية وسياسية على انتهاكها المنطقة الاقتصادية الخالصة القبرصية.
نظرًا لأن تركيا لا تعترف بجمهورية قبرص، فلا توجد علاقات دبلوماسية بين الدولتين. ورفضت جمهورية قبرص التفاوض مع قيادة قبرص التركية بشأن النزاع البحري والموارد الطبيعية الموجودة في المنطقة الاقتصادية الخالصة لجمهورية قبرص.

## تسلسل الأحداث

### الاكتشافات الأولية والاتفاقيات
جرى أول اكتشاف في شرق البحر الأبيض المتوسط بين يونيو 1999 وفبراير 2000 قبالة سواحل فلسطين (إسرائيل). وفي 2003 قامت شركة شل بأول اكتشاف مهم للغاز قبالة سواحل مصر.
في فبراير 2003 تم توقيع اتفاقية ترسيم المنطقة الاقتصادية الخالصة بين جمهورية قبرص ومصر. وردت جمهورية شمال قبرص التركية بالقول إنها لا تعترف بالاتفاق.
وفي فبراير 2004 بعد إجراء عمليات حفر في المنطقة، أعلن ماتياس بيتشسل من شركة شل: أن نتائج الحفر أظهرت أن المنطقة العميقة من المياه هي غنية بالمواد الهيدروكربونية.
وفي أبريل من العام نفسه في استفتاءين منفصلين، رفض القبارصة اليونانيون خطة أنان بينما وافق عليها القبارصة الأتراك. فيما يتعلق بالنزاع البحري فإن قبول خطة أنان يعني أنه بعد الحل ستكون الموارد الطبيعية تحت سلطة المجلس الرئاسي ذي الطائفتين. وفي 1 مايو انضمت جمهورية قبرص إلى الاتحاد الأوروبي.
في يناير 2007 تم التوصل إلى اتفاقية ترسيم المنطقة الاقتصادية الخالصة بين جمهورية قبرص ولبنان. ومع ذلك لم يصادق عليها مجلس النواب اللبناني بعد. وعلل البعض بأن الأسباب هي الخلاف بين لبنان وإسرائيل على حدودهما البحرية وضغط تركيا والعلاقات بين تركيا ولبنان واتفاقية تجارية محتملة بين لبنان وتركيا والتي تم التوقيع عليها في سنة 2010.

### جولة التراخيص الأولى والاهتمام المتزايد بالمنطقة
في مايو 2007، أعلنت جمهورية قبرص عن جولة التراخيص الأولى قبالة سواحل قبرص في القطاعات 1 و2 و4-12 والتي تلقت 3 عطاءات. وفي أكتوبر 2008 مُنحت نوبل إنرجي رخصة استكشاف الهيدروكربونات للقطاع 12.
وفي نوفمبر 2008 اعترضت سفن تابعة للبحرية التركية السفن التي تقوم بأنشطة بحثية في المنطقة الاقتصادية الخالصة لجمهورية قبرص بموجب عقد مع جمهورية قبرص، وطُلب منها المغادرة حيث أصروا بأن أنشطتهم أجريت في مناطق خاضعة للإدارة التركية.
وفي يناير 2009 تم إجراء أول اكتشافات بحرية كبيرة في تمار 1 قبالة سواحل إسرائيل. وبعدها في مارس 2009 ظهرت اكتشافات جديدة قبالة سواحل إسرائيل في موقع داليت 1.
في مارس 2010 كشفت هيئة المسح الجيولوجي الأمريكية أن حوض الشام البحري [...] يحتوي على متوسط 122 تريليون قدم مكعب (3,455 مليار متر مكعب) من الغاز الطبيعي القابل للاستخراج و 1.7 مليار برميل من النفط الخام القابل للاستخراج، مما زاد من الاهتمام بالمنطقة.

### تدهور العلاقات التركية الإسرائيلية وتشكيل تحالفات جديدة
في 31 مايو 2010 وقعت مجزرة إسطول مافي مرمرة. حيث منعت القوات الإسرائيلية قوارب الناشطين في المياه الدولية، وهم في طريقهم لتقديم المساعدة الإنسانية إلى غزة. وواجه الجنود الإسرائيليون مقاومة أثناء صعودهم على متن السفينة مرمرة وفتحوا النار مما أدى إلى مقتل تسعة مواطنين أتراك. نتج عن الحادث إنهاء مفاجئ لجميع العلاقات الدبلوماسية بين تركيا وإسرائيل.
تدهورت العلاقات التركية الإسرائيلية حتى بلغت ذروتها مع حادثة مافي مرمرة، مما أثر باكتشافات أكتوبر 2010 في حقل ليفياثان قبالة سواحل إسرائيل أعظم اكتشافات الغاز حتى ذلك الحين في المنطقة. فتغير الواقع الجيوسياسي في شرق البحر الأبيض المتوسط؛ وأدى إلى تعاون سياسي وعسكري وطاقي غير مسبوق بين إسرائيل وقبرص واليونان. فجرى في ديسمبر 2010 توقيع اتفاقية المنطقة الاقتصادية الخالصة بين جمهورية قبرص وإسرائيل، مع رد تركيا بالتشكيك في استعداد القبارصة اليونانيين للتوصل إلى حل للمشكلة القبرصية مشيرًا إلى أنهم يتجاهلون حقوق القبارصة الأتراك.

### الاستكشافات الأولى ورد فعل تركيا وشمال قبرص واقتراح إروغلو
خلال سبتمبر 2011 بدأت نوبل أول حفر استكشافي لجمهورية قبرص في القطاع 12، مع رد فعل تركيا من خلال تحديد المنطقة الاقتصادية الخالصة الخاصة بهم مع جمهورية شمال قبرص التركية. وصف رئيس الوزراء التركي رجب طيب أردوغان الإجراء بأنه قرار متبادل لعمل جمهورية قبرص. وفي شهر سبتمبر أصدر المسؤولون الأتراك تحذيرات شديدة لجمهورية قبرص في عدة مناسبات. وتلقت شركة TPAO في 22 و 23 سبتمبر 2011 تراخيص استكشاف من جمهورية شمال قبرص التركية، ومن ضمنها مناطق متداخلة مع القطاعات المرخصة من قبل جمهورية قبرص، وبدأت السفينة التركية بيري ريس أبحاث الزلازل جنوب قبرص وبالقرب من منصة نوبل برفقة سفن حربية تركية.
وفي سبتمبر 2011 قدم زعيم القبارصة الأتراك درويش إروغلو اقتراحًا بتعليق متبادل للأنشطة داخل المجال البحري حول قبرص، أو التعاون بين المجتمعين في مجال الهيدروكربونات في أمور مثل توزيع الأرباح. رفضت جمهورية قبرص اقتراح إروغلو زاعمة: «أن استكشاف واستغلال مواردنا الطبيعية يشكلان حقًا سياديًا لجمهورية قبرص. [...] وحقنا السيادي غير قابل للتفاوض».
وفي ديسمبر 2011 أعلنت نوبل عن اكتشافاتها في قطاع 12 بالقرب من لوياثان الإسرائيلية. تم إعلان حقل الغاز المكتشف أفروديت تجاريًا في يونيو 2015.

### جولة التراخيص الثانية واقتراح إروغلو الجديد
في فبراير 2012 أعلنت جمهورية قبرص عن جولة الترخيص الثانية لـ 12 قطاع وتلقت 15 عطاءً. فردت وزارة الخارجية التركية قائلة بأنها لن تسمح بالأنشطة في القطاعات 1 و 4 و 5 و 6 و 7 التي تطالب تركيا بملكيتها، وستتخذ جميع التدابير اللازمة لحماية حقوقها ومصالحها في المناطق البحرية الواقعة داخل جرفها القاري.
وفي 29 سبتمبر 2012 قدم القبارصة الأتراك اقتراحًا جديدًا بتشكيل لجنة فنية مشتركة بين الطائفتين للموارد الطبيعية والاتفاقيات والإيرادات المرتبطة، مع رئيس يعينه الأمين العام للأمم المتحدة وخط أنابيب لنقل الهيدروكربونات عبر تركيا. لكن الجانب القبرصي اليوناني رفضه مرة أخرى.
في يناير 2013 مُنحت ENI-Kogas تراخيص لاستكشاف الهيدروكربون للقطاعات 2 و 3 و 9 وفي فبراير التالي منحت شركة توتال إنرجيز تراخيص استكشاف الهيدروكربون للقطاعات 10 و 11.

### بارباروس وإشعار ملاحة في مياه قبرص
في فبراير 2013 اشترت TPAO سفينة للمسح الزلزالي ثلاثية الأبعاد Polarcus Samur، وغيرت اسمها إلى أر في خير الدين بارباروس. واستخدمتها للاستكشافات داخل المنطقة الاقتصادية المتنازع عليها مع قبرص. وفي أكتوبر 2014 دخلت بارباروس المنطقة المتنازع عليها مع قبرص برفقة سفن حربية تركية. فرد رئيس قبرص نيكوس أناستاسيادس بالانسحاب من عملية التفاوض بين الطائفتين بشأن المشكلة القبرصية احتجاجًا على انتهاك تركيا لحقوق جمهورية قبرص السيادية.
في يناير 2015 أصدرت تركيا إشعار ملاحة (NAVTEX) للفترة بين يناير وأبريل، حيث احتفظت بمناطق في شرق البحر الأبيض المتوسط، فأجرت بارباروس بحثًا في المنطقة المتنازع عليها مع قبرص بحضور البحرية التركية. استؤنفت المفاوضات بشأن المشكلة القبرصية بعد انتهاء صلاحية إشعار ملاحة التركية في مايو 2015 مع الزعيم القبرصي التركي المنتخب حديثًا مصطفى أقينجي.

### خط أنابيب غاز شرق المتوسط
في مايو 2015 منحت المفوضية الأوروبية 2 مليون يورو لدراسات الجدوى لخط أنابيب شرق البحر المتوسط (EMGP)، وهو خط مقترح ينقل الغاز من شرق البحر المتوسط إلى أوروبا عبر اليونان. في يناير 2017 وصفت دراسة قدمتها إديسون إلى المديرية العامة للطاقة في الاتحاد الأوروبي المشروع بأنه «مجدي تجاريًا وممكن تقنيًا»، فمنحت المفوضية 34.5 مليون يورو أخرى في يناير 2018 لدراسة التصميم الهندسي في نفقات المشروع والتخطيط الكامل له ونفقات أخرى. وفي ديسمبر 2018 تم توقيع اتفاقية إطار عام حول المشروع بين حكومات إسرائيل وجمهورية قبرص واليونان وإيطاليا.

### ظهر وجولة التراخيص الثالثة
في أغسطس 2015 جرى أكبر استكشاف حتى الآن في شرق المتوسط، في حقل غاز ظهر داخل المنطقة الاقتصادية الخالصة لمصر بواسطة إني. ويبعد حقل ظهر ستة كيلومترات من المنطقة الاقتصادية الخالصة لجمهورية قبرص.
في فبراير 2016 تم الإعلان عن جولة التراخيص الثالثة لجمهورية قبرص للمناطق 6 و 8 و 10.

### إشعار ملاحة تركي جديد وأعمال الحفر
في مارس 2017 أعلنت تركيا عزمها المضي قدمًا في عمليات الحفر الاستكشافية في المناطق المتنازع عليها مع جمهورية قبرص. فأصدرت في أبريل إشعار ملاحة جديد لبارباروس في منطقة بحرية شرق قبرص، متداخلة مع المنطقة الاقتصادية لقبرص لإجراء مسوحات زلزالية بين أبريل ويونيو، واحتجت قبرص مرة أخرى على انتهاك تركيا لحقوقها وسيادتها.

### اكتشافات ايني والتوترات المتزايدة
في أبريل 2017 مُنحت إني قطاع 8، ومنحت إني / توتال قطاع 6، ومنح قطاع 10 لعرض تعاوني بين إكسون موبيل وقطر للطاقة. وفي 8 فبراير 2018 أعلنت شركة إني عن اكتشافات للغاز الخفيف داخل المنطقة الاقتصادية الخالصة لجمهورية قبرص، في بئر «كاليبسو 1» في بلوك 6 الذي تطالب به تركيا.
بعد ثلاثة أيام، أي يوم 11 فبراير 2018 أوقفت البحرية التركية سفينة الحفر التابعة لشركة إني وهي في طريقها لإجراء عمليات حفر داخل المنطقة الاقتصادية لقبرص في قطاع 3، وتم منع الحفر مع عودة السفينة إلى الميناء بعد أسبوعين. وقد وُصف الحادث بأنه الحادث الأول (والوحيد الوحيد حتى الآن) لنشاط عسكري من هذا النوع منذ بداية برنامج الاستكشاف القبرصي.
وفي نوفمبر 2018 بدأت إكسون موبيل عمليات التنقيب الاستكشافية في قطاع 10 في بئر «دلفين -1».

### مسح بارباروس وحفر الفاتح في المنطقة المتنازع عليها
في يناير 2019 بدأ بارباروس جولة جديدة من المسح الزلزالي داخل المنطقة المتنازع عليها مع قبرص، بينما أصدرت البحرية التركية إشعار ملاحة للتدريبات العسكرية داخل المربعين 7 و 8.
وفي 28 فبراير 2019 أعلنت شركة إكسون موبيل عن أكبر الاكتشافات حتى الآن داخل المنطقة المتنازع عليها مع قبرص، في بئر «غلوكوس-1» داخل بلوك 10.
وفي بداية مايو 2019 وصلت سفينة الحفر التركية فاتح 1 غرب قبرص، من أجل إجراء عمليات الحفر، مع رد فعل جمهورية قبرص بإصدار مذكرات توقيف لموظفي فاتح والسفن المرافقة.
وفي 16 يونيو 2019 صرح وزير الخارجية التركي مولود جاويش أوغلو بأن سفينة فاتح بدأت أعمال الحفر، وأعلن أيضًا عن وصول سفينة حفر ثانية إلى المنطقة. وبعد أربعة أيام، أي في 20 يونيو بدأت سفينة الحفر التركية يافوز عمليات الحفر شمال شرق قبرص كما أعلن المسؤولون الأتراك في وقت سابق. فردت قبرص واليونان بالضغط على الاتحاد الأوروبي ليرد على تصرفات تركيا. ونتيجة لذلك علق الاتحاد الأوروبي في 16 يوليو 2019 تمويلًا بقيمة 163 مليون دولار لتركيا ردًا على أنشطة تركيا داخل المنطقة الاقتصادية الخالصة لجمهورية قبرص كما تدعي قبرص.
في غضون ذلك في 13 يوليو قدم زعيم القبارصة الأتراك مصطفى أقينجي اقتراحًا جديدًا لتشكيل لجنة مشتركة معنية بالهيدروكربونات تتألف من أعضاء من كلا الطائفتين، تتلقى دعمًا من الحكومة التركية. رفض رئيس قبرص نيكوس أناستاسيادس هذا الاقتراح بعد اجتماعه بقادة الأحزاب السياسية القبرصية اليونانية.

## موقف الاتحاد الأوروبي
في نوفمبر 2019 وافق وزراء خارجية الاتحاد الأوروبي على آلية لمعاقبة الكيانات المتورطة في التنقيب غير المصرح به عن النفط في المياه القبرصية. وتشمل العقوبات حظر سفر وتجميد أصول للأفراد والشركات والمؤسسات. لن يُسمح لمواطني وشركات الاتحاد الأوروبي بتقديم أي أموال أو دعم فني لتركيا لعمليات الحفر.

## موقف الولايات المتحدة
تحترم الولايات المتحدة حقوق قبرص في تطوير مواردها وقد كررت تحذيرها لتركيا من زعزعة استقرار أبحاث النفط والغاز داخل المنطقة الاقتصادية الخالصة لقبرص. «لا تزال الولايات المتحدة قلقة للغاية من محاولات تركيا المتكررة لإجراء عمليات حفر في المياه قبالة قبرص.. هذه الخطوة الاستفزازية تثير التوترات في المنطقة. نحث السلطات التركية على وقف هذه العمليات، ونحث جميع الأطراف على ضبط النفس والامتناع عن ذلك. الإجراءات التي تزيد من التوترات في المنطقة» كما صرحت مورغان أورتاغوس من وزارة الخارجية الأمريكية في 2019.

## موقف جمهورية قبرص

الحدود البحرية وفقًا لاتفاقية الأمم المتحدة لقانون البحار

تبنت جمهورية قبرص قانون البحار الإقليمي في 1964. وأنشأ القانون 12-ميل-بحري (22 كـم؛ 14 ميل) للبحر الإقليمي. تم تقديم إحداثيات البحر الإقليمي إلى الأمم المتحدة في 1993 وأعيد تأكيد صلاحيتها في 1996. وتم تعريف الجرف القاري لقبرص وفقًا لقانون الجرف القاري الذي اعتمد في سنة 1974. بعد التصديق على اتفاقية الأمم المتحدة لقانون البحار (UNCLOS) في 1988، واعتمدت قبرص قانونًا جديدًا في 2004 حدد المنطقة الاقتصادية الخالصة (EEZ) بمقدار 12-ميل-بحري (22 كـم؛ 14 ميل). تم تحديد المنطقة الاقتصادية الخالصة بموجب اتفاقيات ثنائية مع إسرائيل ولبنان ومصر. وطلبت من تركيا ترسيم الحدود البحرية بينهما.
أما أهم قطاع لقبرص فكان القطاع 12 بمساحة 800,000 أكر (3,200 كـم2) وعلى الحدود مع المنطقة الاقتصادية الخالصة لإسرائيل. سعت قبرص بنشاط إلى تعزيز موقعها على المسرح العالمي من خلال الكونجرس مع اللاعبين الدوليين الرئيسيين في هذا الموقف. وبدأت وزيرة الخارجية القبرصية إيراتو كوزاكو ماركوليس فترة ولايتها في أواخر 2011 من خلال زيارة كل من اليونان وإسرائيل لطلب دعم برنامج الحفر، على الرغم من أنه ليس من الواضح ما إذا كان الدعم العسكري مطلوبًا أيضًا. من المعتقد أيضًا على نطاق واسع أن قبرص طلبت الدعم من الولايات المتحدة الأمريكية والاتحاد الروسي، على الرغم من عدم الإعلان عن التفاصيل الدقيقة لأي تمثيل رسمي.
وفي بداية أغسطس 2011 أبدت وسائل الإعلام القبرصية قلقًا واسع النطاق من التهديدات التركية بالتدخل ضد برنامج الحفر، وأعربت عن احتجاجها بالموقف التركي كونه دليلًا على انتهاك السيادة الوطنية وحقوق الشعب القبرصي. وفي أواخر فبراير 2014، هدد الرئيس القبرصي نيكوس أناستاسيادس بالانسحاب من الجولة الجديدة من المفاوضات حول النزاع القبرصي إذا استمرت السفن التركية في التدخل في المنطقة الاقتصادية الخالصة لقبرص.

## موقف تركيا والقبارصة الأتراك
لم تكن تركيا طرفًا في اتفاقية الأمم المتحدة لقانون البحار، وسبب ذلك هو نزاع بحر إيجة مع اليونان وبسبب أحكام المادة 121 من اتفاقية الأمم المتحدة لقانون البحار التي تنص على أن المناطق البحرية للجزر (باستثناء الصخور غير المأهولة) يتم تحديدها وفقًا لنفس المبادئ المطبقة على الأراضي الأخرى. حددت مياهها الإقليمية بمقدار 6 ميل بحري (11 كـم؛ 6.9 ميل) و 12 ميل بحري (22 كـم؛ 14 ميل) في البحر الأبيض المتوسط التي أنشأها مجلس وزراء تركيا. لا توجد تشريعات وطنية بشأن المنطقة الاقتصادية الخالصة أو الجرف القاري. ولا يوجد إعلان للمنطقة الاقتصادية الخالصة للبحر الأبيض المتوسط؛ ومع ذلك فقد وقعت اتفاقية في 2011 مع جمهورية شمال قبرص التركية لتعيين حدود الجرف القاري.
لا تعترف تركيا باتفاقيات المنطقة الاقتصادية الخالصة لقبرص مع مصر ولبنان وإسرائيل بسبب الموقف القائل بأن جمهورية قبرص باعتبارها جزيرة مقسمة بحكم الأمر الواقع لا يمكن أن تمثل مصالح شمال قبرص في حالة إعادة توحيد الجزيرة بمنطقة اقتصادية خالصة واحدة. عارضت تركيا اتفاقية المنطقة الاقتصادية الخالصة بين قبرص ومصر بناءً على مطالباتها بجزء من الجرف القاري في تلك المنطقة. تستند تلك الادعاءات إلى وجهة النظر القائلة بأن قدرة الجزر على إنشاء مناطق بحرية يجب أن تكون محدودة في التنافس مع الدول الساحلية القارية. نتيجة لذلك تتداخل مطالبات تركيا جزئيًا مع المناطق الاقتصادية الخالصة لقبرص 1 و 4 و 6 و 7. تدعم تركيا أيضًا مطالبات شمال قبرص في المناطق 1 و 2 و 3 و 8 و 9 و 12 و 13، بما في ذلك قاع البحر على بعد بضعة كيلومترات من حقل أفروديت للغاز. بالإضافة إلى المناطق المتنازع عليها بين شمال قبرص وتركيا، أصدرت جمهورية شمال قبرص التركية تراخيص استكشاف في المناطق المتنازع عليها المذكورة أعلاه. كما بدأت مؤسسة البترول التركية TPAO في إجراء عمليات حفر استكشافية للنفط والغاز قبالة شواطئ شمال قبرص.
يطلب الاتحاد الأوروبي (EU) للمكتسبات المجتمعية العضوية في اتفاقية الأمم المتحدة لقانون البحار. دعا البرلمان الأوروبي تركيا إلى التوقيع على اتفاقية الأمم المتحدة لقانون البحار في اعتماد التقرير السنوي للمفوضية حول تمهيد الطريق لمفاوضات الانضمام إلى الاتحاد الأوروبي وتركيا في 2012 و 2013 و 2014.
هددت تركيا مرارًا وتكرارًا بعدم السماح لجمهورية قبرص بالمضي قدمًا في مطالباتها برواسب الهيدروكربونات في المياه جنوب الجزيرة. وحذرت شركات النفط العالمية من القيام بأنشطة التنقيب والإنتاج في المناطق المتنازع عليها، تحت تهديد الاستبعاد من العمليات التجارية في تركيا. ليس من الواضح ما إذا كان الحادث يمكن أن يتصاعد إلى العنف، حيث لم توضح الحكومة التركية ما إذا كانت تعتبر استكشاف النفط والغاز من قبل جمهورية قبرص عملًا عدوانيًا.
لذلك ففي نوفمبر 2008 قامت سفن البحرية التركية بمضايقة السفن القبرصية المتعاقدة التي تجري عمليات استكشاف زلزالية لرواسب الهيدروكربون في المياه جنوب الجزيرة.

### الوطن الأزرق

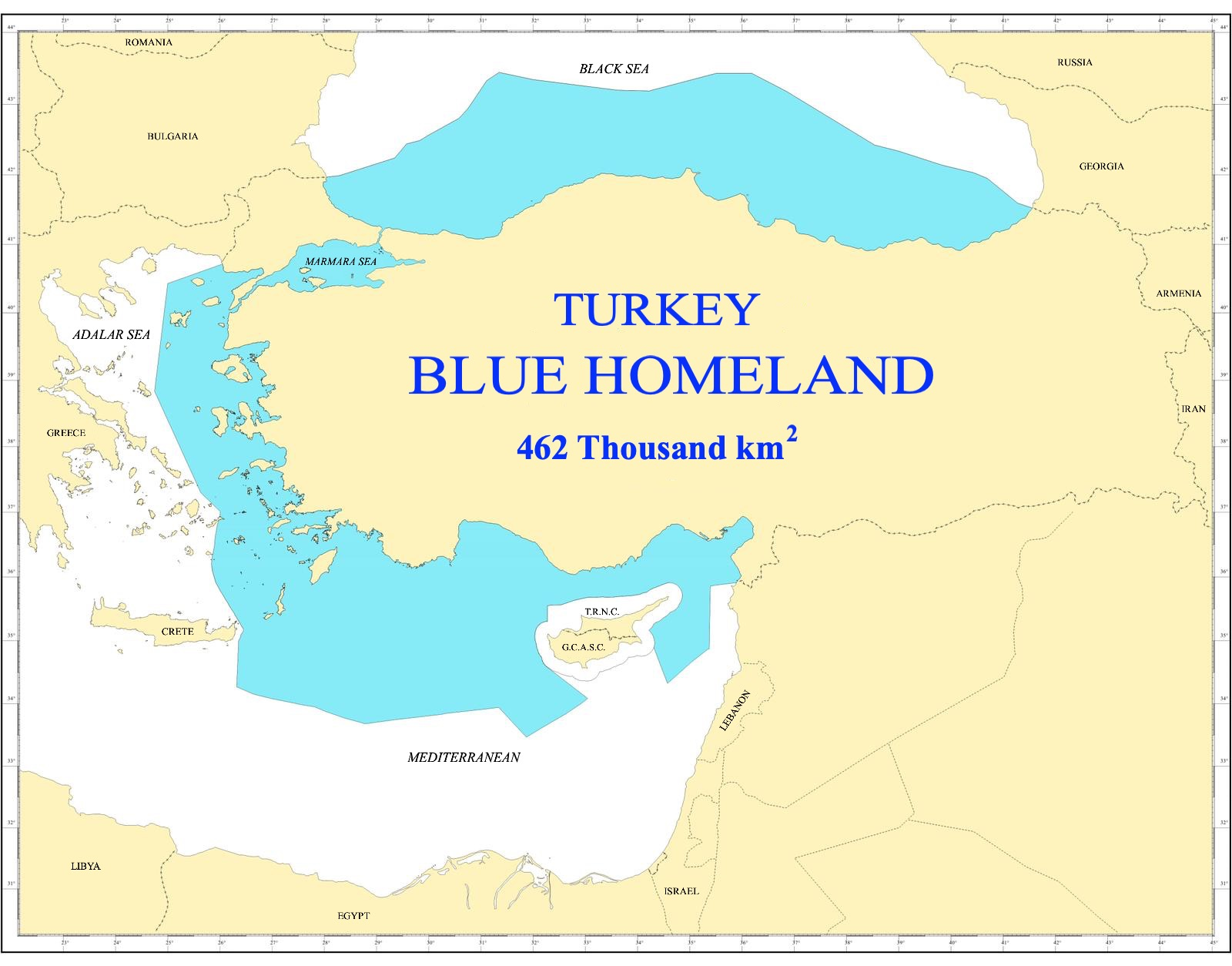
تصوير لمفهوم "الوطن الأزرق" الوحدوي الذي ابتكره جهاد يايجي

الوطن الأزرق (بالتركية: Mavi Vatan)‏ هو مفهوم وعقيدة وحدوية، أنشأها رئيس أركان قائد البحرية التركية جهاد يايجي، وتم تطويره مع الأدميرال جيم جوردنيز في 2006. تمثل العقيدة البحر الإقليمي لتركيا والجرف القاري والمنطقة الاقتصادية الخالصة حول البحر الأسود، بالإضافة إلى مطالباتها بالجرف القاري والمنطقة الاقتصادية الخالصة في شرق البحر الأبيض المتوسط وبحر إيجة.

#### تاريخ
في 2 سبتمبر 2019 ظهر الرئيس التركي رجب طيب أردوغان في صورة فوتوغرافية بها خريطة تصور ما يقرب من نصف بحر إيجه ومنطقة حتى الساحل الشرقي لجزيرة كريت على أنها تابعة لتركيا. عُرضت الخريطة خلال احتفال رسمي في جامعة الدفاع الوطني التركية في اسطنبول وتُظهر منطقة مُصنَّفة على أنها «الوطن الأزرق لتركيا» تمتد حتى خط الوسط لبحر إيجة، وتضم الجزر اليونانية في تلك المنطقة. جزء من البحر دون أي إشارة إلى المياه الإقليمية اليونانية المحيطة بها.
في 13 نوفمبر 2019 قدمت تركيا إلى الأمم المتحدة سلسلة من المطالبات إلى المناطق الاقتصادية الخالصة في شرق البحر الأبيض المتوسط التي تتعارض مع المطالبات اليونانية في نفس المناطق - بما في ذلك منطقة بحرية تمتد غرب جزيرة رودس جنوب شرق بحر إيجة وجنوبًا. جزيرة كريت. جاءت المزاعم التركية في رسالة رسمية من الممثل الدائم لتركيا لدى الأمم المتحدة فريدون سنيرلي أوغلو، والتي تعكس فكرة أنقرة عن الوطن الأزرق (مافي وتن). وأدانت اليونان هذه المطالبات باعتبارها لا أساس لها من الصحة من الناحية القانونية وغير صحيحة وتعسفية وانتهاكًا صارخًا لسيادة اليونان.

#### وجهة نظر التركية
وجهة نظر تركيا هو أن الجزر لا يمكن أن يكون لها منطقة اقتصادية خالصة كاملة. ويجب أن يكون لها حق فقط 12 ميلًا بحريًا مخفضًا من المنطقة الاقتصادية الخالصة أو لا توجد منطقة اقتصادية خالصة على الإطلاق، بدلاً من 200 ميل المعتادة لتركيا وكل الدول الأخرى يحق للبلد وفقًا للمادة 121 من اتفاقية الأمم المتحدة لقانون البحار (UNCLOS). لم تصادق تركيا على اتفاقية الأمم المتحدة لقانون البحار، وتصر بأنها غير ملزمة بأحكامها التي تمنح الجزر مناطق بحرية. في هذا السياق قالت تركيا لأول مرة في 1 ديسمبر 2019: أن جزيرة كاستيلوريزو اليونانية لا ينبغي أن يكون لها أي منطقة اقتصادية خالصة على الإطلاق، لأنها من وجهة النظر التركية القائمة على الانصاف فهي جزيرة صغيرة تقابل مباشرة البر الرئيسي التركي (والتي وفقًا لتركيا لديها أطول خط ساحلي)، وليس من المفترض أن تنشئ منطقة اختصاص بحري أكبر بأربعة آلاف مرة من سطحها. علاوة على ذلك وفقًا لوزارة الخارجية التركية يجب أن تكون المنطقة الاقتصادية الخالصة متداخلة مع الجرف القاري استنادًا إلى الأطوال النسبية للسواحل المجاورة. ووصف أي وجهات نظر معارضة تدعم حق الجزر في المنطقة الاقتصادية الخالصة الخاصة بهم بأنها ادعاءات يونانية ومن قبارصة يونان متطرفة ومتصلبة. وفي 20 يناير 2020 اعترض الرئيس التركي أردوغان على حقوق جزيرة كريت، أكبر جزيرة في اليونان قائلاً: «إنهم يتحدثون عن الجرف القاري حول جزيرة كريت. لا يوجد جرف قاري حول الجزر، ولا يوجد شيء من هذا القبيل، هناك فقط المياه السيادية».

6 أميال بحرية: الحدود البحرية الإقليمية الحالية كما تعترف بها اليونان وتركيا في بحر إيجه.
12 ميل بحري: الحد الأقصى لحدود البحار الإقليمية المحددة بموجب اتفاقية الأمم المتحدة لقانون البحار؛ مطالبات مستقبلية محتملة من قبل اليونان وتركيا في بحر إيجه.
المطالبات المتضاربة على الجرف القاري والمناطق الاقتصادية الخالصة في شرق المتوسط. الأزرق: مناطق تطالب بها اليونان وقبرص. الأحمر: مناطق تطالب بها تركيا.

## إمكانية التصعيد إلى نزاع مسلح
نظمت تركيا مناورة جوية وبحرية كبيرة في نفس الوقت الذي كان من المقرر أن يبدأ فيه المقاولون القبارصة الحفر في سبتمبر 2011. وسارعت البحرية الروسية في أواخر أغسطس 2011 إلى إرسال غواصتين نوويتين إلى شرق البحر الأبيض المتوسط لمراقبة الوضع، حيث تتمتع قبرص وروسيا بعلاقات سياسية واقتصادية وثيقة مؤخرًا.
وفي 2011 زادت إسرائيل من عدد رحلات المراقبة الجوية في شرق البحر الأبيض المتوسط، إلا أنه ليس واضحًا إن كانت تلك العمليات تشمل منطقة معلومات الطيران في نيقوسيا.
يدرك الأكاديميون أيضًا إمكانية أن تؤدي اكتشافات الغاز الأخيرة في المنطقة إلى تفاقم الصراعات القائمة. وفقًا لأندرياس ستيرجيو تُظهر تصرفات دول شرق البحر المتوسط فيما يتعلق بمشاريع الطاقة الخاصة بها أن الدول تعطي الأولوية للمخاوف الأمنية على الاقتصادية. فالاكتشافات التي تحققت في المنطقة لم تؤد إلا إلى تفاقم النزاعات القائمة وجعل المصالحة بعيدة الاحتمال.
وفي 2012 أشار ثانوس دوكوس من ELIAMEP إلى أن الحاجة إلى النفط والغاز لأوروبا ستكون دافعًا لحلف الناتو والاتحاد الأوروبي لتأمين إمداداتهما بنشاط من خلال العمليات في شرق البحر الأبيض المتوسط، مما يسلط الضوء على أهمية المنطقة للطاقة الأوروبية والأمن الاقتصادي.